# Longcheng (ort i Kina)
Longcheng är en ort i Kina. Den ligger i provinsen Hunan, i den södra delen av landet, omkring 400 kilometer sydväst om provinshuvudstaden Changsha. Antalet invånare är 990.
Runt Longcheng är det ganska tätbefolkat, med 62 invånare per kvadratkilometer. Närmaste större samhälle är Shuangjiang, 14,8 km norr om Longcheng. I omgivningarna runt Longcheng växer i huvudsak blandskog.
Genomsnittlig årsnederbörd är 2 280 millimeter. Den regnigaste månaden är juni, med i genomsnitt 428 mm nederbörd, och den torraste är oktober, med 74 mm nederbörd.